# Belonogaster prasina
Belonogaster prasina är en getingart som beskrevs av Henri Saussure 1890. Belonogaster prasina ingår i släktet Belonogaster och familjen getingar. Inga underarter finns listade.